# Coppa d'Asia AFC Under-23 2024
La Coppa d'Asia AFC Under-23 2024 (in inglese 2024 AFC Under-23 Asian Cup) è stata la sesta edizione del torneo organizzato dalla Asian Football Confederation, e la prima riservata alle nazionali under-23. Il torneo si è tenuto in Qatar tra il 15 aprile e il 3 maggio. La vittoria viene conquistata dal Giappone che batte in finale l'Uzbekistan ottenendo il suo secondo trofeo. Il torneo funge anche per la qualificazione ai Giochi Olimpici XXXIII.

## Squadre
| Girone A                                 | Girone B                             | Girone C                                        | Girone D                           |
| ---------------------------------------- | ------------------------------------ | ----------------------------------------------- | ---------------------------------- |
| Qatar Arabia Saudita Uzbekistan Giappone | Corea del Sud Vietnam Australia Iraq | Thailandia Giordania Emirati Arabi Uniti Kuwait | Cina Malaysia Indonesia Tagikistan |

## Gironi

### Girone A

#### Classifica
| Pos. | Squadra   | Pt | G | V | N | P | GF | GS | DR |
| ---- | --------- | -- | - | - | - | - | -- | -- | -- |
| 1.   | Qatar     | 7  | 3 | 2 | 1 | 0 | 4  | 1  | +3 |
| 2.   | Indonesia | 6  | 3 | 2 | 0 | 1 | 5  | 3  | +2 |
| 3.   | Australia | 2  | 3 | 0 | 2 | 1 | 0  | 1  | −1 |
| 4.   | Giordania | 1  | 3 | 0 | 1 | 2 | 2  | 6  | −4 |

#### Risultati
| Arbitro: | Nasrullo Kabirov |

|                                           |           |  |
| Khalid Ali Sabah 45+1’ (rig.) Al-Rawi 54’ | Marcatori |  |

| Doha 15 aprile 2024 | Australia       | 0 – 0 | Giordania | Stadio Abdullah bin Khalifa (1356 spett.)\| Arbitro: \| Hiroyuki Kimura \| |
| Arbitro:            | Hiroyuki Kimura |       |           |                                                                            |

| Arbitro: | Sivakorn Pu-udom |

|                        |           |                                             |
| Aref Al-Haj 52’ (rig.) | Marcatori | 40’Abdulla Al-Yazidi 90+14’Mohamed Al-Manai |

| Arbitro: | Majed Al-Shamrani |

|                  |           |  |
| Komang Teguh 45’ | Marcatori |  |

| Al Rayyan 21 aprile 2024 | Qatar            | 0 – 0 | Australia | Stadio Jassim bin Hamad (6412 spett.)\| Arbitro: \| Rustam Lutfullin \| |
| Arbitro:                 | Rustam Lutfullin |       |           |                                                                         |

| Arbitro: | Ammar Ashkanani |

|                   |           |                                                    |
| Hubner 79’ (aut.) | Marcatori | 23’ (rig.) 70’Ferdinan 40’Sulaeman 86’Komang Teguh |

### Girone B

#### Classifica
| Pos. | Squadra             | Pt | G | V | N | P | GF | GS | DR |
| ---- | ------------------- | -- | - | - | - | - | -- | -- | -- |
| 1.   | Corea del Sud       | 9  | 3 | 3 | 0 | 0 | 4  | 0  | +4 |
| 2.   | Giappone            | 6  | 3 | 2 | 0 | 1 | 3  | 1  | +2 |
| 3.   | Cina                | 3  | 3 | 1 | 0 | 2 | 2  | 4  | -2 |
| 4.   | Emirati Arabi Uniti | 0  | 3 | 0 | 0 | 3 | 1  | 5  | -4 |

#### Risultati
| Arbitro: | Casey Reibelt |

|            |           |  |
| Matsuki 8’ | Marcatori |  |

| Arbitro: | Rustam Lutfullin |

|                 |           |  |
| Young-jun 90+4’ | Marcatori |  |

| Arbitro: | Sadullo Gulmurodi |

|  |           |                             |
|  | Marcatori | 27’Seiji Kimura 66’Kawasaki |

| Arbitro: | Mohammed Al-Shammari |

|  |           |                   |
|  | Marcatori | 34’, 69’Young-jun |

| Arbitro: | Hussein Abo Yehia |

|                 |           |                                |
| Ahmed Fawzi 48’ | Marcatori | 24’Xie Wenneng 45+5’Liu Zhurun |

| Arbitro: | Majed Al-Shamrani |

|  |           |                |
|  | Marcatori | 75’Kim Min-woo |

### Girone C

#### Classifica
| Pos. | Squadra        | Pt | G | V | N | P | GF | GS | DR |
| ---- | -------------- | -- | - | - | - | - | -- | -- | -- |
| 1.   | Iraq           | 6  | 3 | 2 | 0 | 1 | 6  | 5  | +1 |
| 2.   | Arabia Saudita | 6  | 3 | 2 | 0 | 1 | 10 | 4  | +6 |
| 3.   | Tagikistan     | 3  | 3 | 2 | 0 | 1 | 5  | 8  | -3 |
| 4.   | Thailandia     | 3  | 3 | 2 | 0 | 1 | 2  | 6  | -4 |

#### Risultati
| Arbitro: | Ko Hyung-jin |

|                                               |           |                      |
| Rayane Hamidou 17’ Asiri 45+8’ Yahya 55’, 61’ | Marcatori | 23’Chajlov 64’Soirov |

| Arbitro: | Ahmed Eisa Darwish |

|  |           |                                            |
|  | Marcatori | 26’Waris Choolthong 65’Teerasak Poeiphimai |

| Arbitro: | Shaun Evans |

|                                              |           |                                                                        |
| Soirov 45+9’ (rig.) Mehkhron Madaminov 90+5’ | Marcatori | 14’Muntadher Mohammed 22’ (rig.) Jasim 56’Hassan Khalid 87’Karrar Saad |

| Arbitro: | Shen Yinhao |

|  |           |                                                            |
|  | Marcatori | 4’Yahya 45+1’Ahmed Al-Ghamdi 45+7’, 52’, 73’Abdullah Radif |

| Arbitro: | Yahya Al-Mulla |

|  |           |                         |
|  | Marcatori | 90+1’Manuchekhr Safarov |

| Arbitro: | Hiroyuki Kimura |

|                               |           |                               |
| Ahmed Al-Ghamdi 45+10’ (rig.) | Marcatori | 45+1’Jasim 63’Mustafa Saadoun |

### Girone D

#### Classifica
| Pos. | Squadra    | Pt | G | V | N | P | GF | GS | DR  |
| ---- | ---------- | -- | - | - | - | - | -- | -- | --- |
| 1.   | Uzbekistan | 9  | 3 | 3 | 0 | 0 | 10 | 0  | +10 |
| 2.   | Vietnam    | 6  | 3 | 2 | 0 | 1 | 5  | 4  | +1  |
| 3.   | Kuwait     | 3  | 3 | 1 | 0 | 2 | 3  | 9  | -6  |
| 4.   | Malaysia   | 0  | 3 | 0 | 0 | 3 | 1  | 6  | -5  |

#### Risultati
| Arbitro: | Ahmed Faisal Al-Ali |

|                                               |           |  |
| Jaloliddinov 11’ (rig.) Ulugbek Khoshimov 83’ | Marcatori |  |

| Arbitro: | Abdulla Al-Marri |

|                                           |           |                              |
| Nguyễn Văn Tùng 45+1’ Bùi Vĩ Hào 47’, 76’ | Marcatori | 45+9’ (rig.) Salman Al-Awadi |

| Arbitro: | Hanna Hattab |

|  |           |                                                                                    |
|  | Marcatori | 32’ Alibek Davronov 49’ Hamroliyev 55’ Erkinov 86’ (rig.) Xolmatov 90+6’ Norchayev |

| Arbitro: | Mooud Bonyadifard |

|  |           |                                                 |
|  | Marcatori | 39’Khuất Văn Khang 60’ (rig.)Võ Hoàng Minh Khoa |

| Arbitro: | Alex King |

|                                                  |           |                |
| Salman Al-Awadi 45+14’ (rig.) Talal Al-Qaisi 60’ | Marcatori | 63’Haqimi Azim |

| Arbitro: | Kim Woo-sung |

|                            |           |  |
| Odilov 4’, 40’ Jiyanov 36’ | Marcatori |  |

## Fase a eliminazione diretta
|  | Quarti di finale      | Quarti di finale |                  |           | Semifinali                | Semifinali                |  |  | Finale          | Finale |
|  |                       |                  |                  |           |                           |                           |  |  |                 |        |
|  | 25 aprile - Doha      |                  |                  |           |                           |                           |  |  |                 |        |
|  |                       |                  |                  |           |                           |                           |  |  |                 |        |
|  | Qatar                 | 2                |                  |           |                           |                           |  |  |                 |        |
|  | Qatar                 | 2                | 29 aprile - Doha |           |                           |                           |  |  |                 |        |
|  | Giappone              | 4                |                  |           |                           |                           |  |  |                 |        |
|  | Giappone              | 4                | Giappone         | 2         |                           |                           |  |  |                 |        |
|  | 26 aprile - Al Wakrah |                  | Giappone         | 2         |                           |                           |  |  |                 |        |
|  |                       | Iraq             | 0                |           |                           |                           |  |  |                 |        |
|  | Iraq                  | Iraq             | 0                | 1         |                           |                           |  |  |                 |        |
|  | Iraq                  |                  | 3 maggio - Doha  | 1         |                           |                           |  |  |                 |        |
|  | Vietnam               | 0                |                  |           |                           |                           |  |  |                 |        |
|  | Vietnam               | 0                | Giappone         | 1         |                           |                           |  |  |                 |        |
|  | 25 aprile - Doha      |                  | Giappone         | 1         |                           |                           |  |  |                 |        |
|  |                       | Uzbekistan       | 0                |           |                           |                           |  |  |                 |        |
|  | Corea del Sud         | Uzbekistan       | 0                | 2 (10)    |                           |                           |  |  |                 |        |
|  | Corea del Sud         | 29 aprile - Doha |                  | 2 (10)    |                           |                           |  |  |                 |        |
|  | Indonesia             | 2 (11)           |                  |           |                           |                           |  |  |                 |        |
|  | Indonesia             | 2 (11)           | Indonesia        | 0         | Finale per il terzo posto | Finale per il terzo posto |  |  |                 |        |
|  | 26 aprile - Doha      |                  | Indonesia        | 0         | Finale per il terzo posto | Finale per il terzo posto |  |  |                 |        |
|  |                       | Uzbekistan       | 2                |           |                           |                           |  |  |                 |        |
|  | Uzbekistan            | Uzbekistan       | 2                | 2         | Iraq                      | 2                         |  |  |                 |        |
|  | Uzbekistan            |                  |                  | 2         | Iraq                      | 2                         |  |  |                 |        |
|  | Arabia Saudita        | 0                |                  | Indonesia | 1                         |                           |  |  |                 |        |
|  | Arabia Saudita        | 0                |                  |           | 1                         |                           |  |  |                 |        |
|  |                       |                  |                  |           |                           |                           |  |  | 2 maggio - Doha |        |
|  |                       |                  |                  |           |                           |                           |  |  |                 |        |

### Quarti di finale
| Arbitro: | Hanna Hattab |

|                       |           |                                                       |
| Al-Rawi 24’ Gaber 49’ | Marcatori | 2’Yamada 67’Seiji Kimura 101’Hosoya 113’Kotaro Uchino |

| Arbitro: | Shaun Evans |

| |                        | |
| Komang Teguh 45’ (aut.) Sang-bin 84’ | Marcatori              | 15’, 45+3’Struick |
| Kim Min-woo Lee Kang-hee Hwang Jae-won Paik Sang-hoon Byun Joon-soo Kang Sang-yoon Sang-bin Hong Yun-sang Cho Hyun-taek Baek Jong-bum Kim Min-woo Lee Kang-hee | Tiri di rigore 10 – 11 | Ramadhan Sananta Pratama Arhan Struick Marselino Hubner Arkhan Fikri Jeam Kelly Sroyer Rizky Ridho Muhammad Ferarri Ernando Ari Ramadhan Sananta Pratama Arhan |

| Arbitro: | Ahmed Faisal Al-Ali |

|                                  |           |  |
| Norchayev 45+2’ Rohmonaliyev 84’ | Marcatori |  |

| Arbitro: | Ko Hyung-jin |

|                  |           |  |
| Jasim 64’ (rig.) | Marcatori |  |

### Semifinale
| Arbitro: | Shen Yinhao |

|  |           |                                        |
|  | Marcatori | 68’ Norchayev 86’ (aut.) Pratama Arhan |

| Arbitro: | Shaun Evans |

|                      |           |  |
| Hosoya 28’ Araki 42’ | Marcatori |  |

### Finale per il 3º posto
| Arbitro: | Majed Al-Shamrani |

|                       |           |            |
| Tahseen 27’ Jasim 96’ | Marcatori | 19’ Jenner |

### Finale
| Arbitro: | Mooud Bonyadifard |

|              |           |  |
| Yamada 90+1’ | Marcatori |  |